# 올리비에 뒤아멜

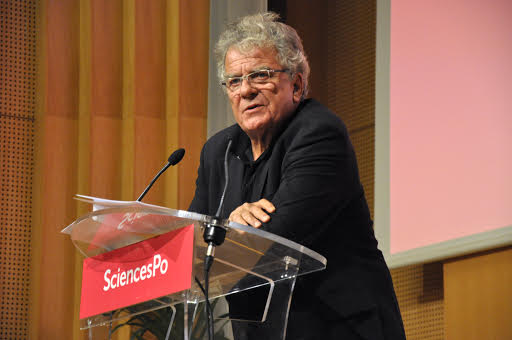

올리비에 뒤아멜(Olivier Duhamel, 1950년 5월 2일 ~ )은 프랑스의 교수이며 정치가였으며,  사회민주주의 사회주의당의 회원으로 유럽 의회 회원(1997-2004)으로 일하였다.

## 근친상간으로 피소
2021년 1월에 그의 양녀인 카밀 큐쉬너는 그녀의 쌍둥이 형제인 뒤아멜의 양자가 13살때 성적으로 학대하였다고 한 책에서 폭로하였다.